# 茅根城
茅根城（ちのねじょう）は、茨城県常陸太田市茅根町にあった日本の城。
常陸国守護佐竹氏の家臣茅根氏が築城し代々城主の座を世襲した。
現在、城址には常陸太田市立佐都小学校があり、その構内に茅根氏の居館や中城が築かれていたという。現在は一部の遺構が残されている。